# David Jacobs (athlétisme)
Pour les articles homonymes, voir David Jacobs.
David William Jacobs (né le 30 avril 1888 à Cardiff – mort le 6 juin 1976 à Llandudno) était un athlète britannique (gallois), spécialiste du sprint.
Lors des Jeux de 1912 à Stockholm, il remporte la médaille d'or comme premier relayeur du 4 × 100 m.